# 金野新
金野 新（きんの あらた、1990年9月28日 - ）は、日本のラグビー選手。2016年現在S.R.C（仙台長町ラグビークラブ）に所属する。　

## プロフィール
- 岩手県釜石市出身[1]。
- ポジションはロック(LO)。
- 身長 194cm、体重 98kg

## 略歴
2009年、釜石工業高校（現在は釜石商工高校）卒業後、山梨学院大学に入る。なお釜石工業高校時代、花園とは無縁であった。
2013年、山梨学院大学卒業後、釜石シーウェイブスに加入。2シーズンプレーした。
2015年、S.R.Cに加入。